# كارل فايفر (مهندس معماري)
كارل فايفر (بالإنجليزية: Carl Pfeiffer)‏ هو مهندس معماري أمريكي، ولد في 1834 في مدينة براونشفايغ في ألمانيا، وتوفي في 27 أبريل 1888 في واشنطن العاصمة في الولايات المتحدة.